# Subulatus bipunctatus
Subulatus bipunctatus är en insektsart som beskrevs av Yang, L. och Zhang, Y. 2001. Subulatus bipunctatus ingår i släktet Subulatus och familjen dvärgstritar. Inga underarter finns listade i Catalogue of Life.